# Maxomys
Maxomys é um gênero de roedores da família Muridae.

## Espécies
- Maxomys alticola (Thomas, 1888)
- Maxomys baeodon (Thomas, 1894)
- Maxomys bartelsii (Jentink, 1910)
- Maxomys dollmani (Ellerman, 1941)
- Maxomys hellwaldii (Jentink, 1878)
- Maxomys hylomyoides (Robinson & Kloss, 1916)
- Maxomys inas (Bonhote, 1906)
- Maxomys inflatus (Robinson & Kloss, 1916)
- Maxomys moi (Robinson & Kloss, 1922)
- Maxomys musschenbroekii (Jentink, 1878)
- Maxomys ochraceiventer (Thomas, 1894)
- Maxomys pagensis (Miller, 1903)
- Maxomys panglima (Robinson, 1921)
- Maxomys rajah (Thomas, 1894)
- Maxomys surifer (Miller, 1900)
- Maxomys wattsi Musser, 1991
- Maxomys whiteheadi (Thomas, 1894)